# Pavel Papáček
Pavel Papáček (4. března 1863 Chrudim – 31. prosince 1930 Praha) byl český historik, překladatel, zeměpisec a učitel, popularizátor ruské literatury.

## Život
Narodil se v rodině akademického malíře Josefa Papáčka. Navštěvoval gymnázium v rodném městě a po maturitě roku 1881 začal studovat historii a slovanskou filologii na Filozofické fakultě Univerzity Karlovy. Po roce z finančních důvodů studium přerušil a působil pět let na obecných školách chrudimského okresu. Roku 1886 ve studiu pokračoval, napsal dokonce disertační práci, ale prože jí odmítl přepracovat, studium nedokončil.
Roku 1887 získal aprobaci pro měšťanské školy v oboru dějepis, zeměpis a čeština a učil na různých místech v Čechách (Rychnov nad Kněžnou, Jablonné nad Orlicí, Beroun, Nusle v Praze). Od roku 1907 do svého odchodu do důchodu v roce 1924 byl ředitelem měšťanské školy v pražském Podolí. Podílel se také na přípravě čítanek pro obecné školy, zejména na článcích o české historii, za které byl za první světové války vyšetřován.
Od mládí se zajímal o slavistiku. Věnoval se především nejstarším dějinám západních Slovanů a prosazoval názor, že jsou prvním a původním obyvatelstvem ve svých zemích, což neodpovídalo kritickému historickému bádání. Naučil se rusky, polsky a srbochorvatsky. Zabýval se také novodobým zeměpisem a kartografií (vytvářel plastické mapy) a je autorem několika set zeměpisných hesel v Ottově slovníku naučném. Roku 1899 se zúčastnil archeologického sjezdu v Kyjevě a v letech 1899-1903 byl funkcionářem Společnosti přátel starožitností českých. Podnikl několik studijních cest (po Balkáně, do Německa, Švýcarska, Itálie, Francie, Anglie, Nizozemska, Ruska, které navštívil třikrát, ale také do Přední Asie). Črty z těchto cest publikoval hlavně v Národních listech a v pedagogických časopisech. Byl nadšeným propagátorem ruské literatury a znalcem ruských reálií. Z ruštiny překládal od roku 1883 a recenzoval též historické, zeměpisné a národopisné práce o Rusku. Velice významná byla jeho činnost v Ottově edici Ruská knihovna, kterou dlouhá léta redigoval a v jejímž rámci pořádal spisy mnoha autorů a prováděl revize překladů od jiných překladatelů. V rukopise zůstaly jeho vzpomínky.

## Výběrová bibliografie

### Překlady
- 1890 - Viktor Alexandrovič Krylov: Medvěd námluvčím, veselohra o jednom jednání.
- 1892 - Lev Nikolajevič Tolstoj: Plody osvěty, komedie, společně s Liborem Petrem.
- 1894 - Ivan Sergejevič Turgeněv: Dva přátelé in Otocvé a děti a různé povídky.
- 1896 - Ivan Sergejevič Turgeněv: Korrespondence in Dým a různé povídky.
- 1898 - Ivan Sergejevič Turgeněv: Povídky z let šedesátých, společně s Olgou Kalašovou a Jindřichem Veselovským.
- 1898 - Oswald Balzer: Otevřený list Dru Theodoru Mommsenovi, universitnímu professoru v Berlíně: jakožto odpověď na jeho list An die Deutschen in Österreich, otištěný v N. F. Presse z 31. října 1897, čís. 11923, překlad z němčiny, odpověď na Mommsenovo označení Slovanů za barbary.
- 1900 - Lev Nikolajevič Tolstoj: Vzkříšení.
- 1902 - Ivan Sergejevič Turgeněv: Básně v próze in Poslední práce a doplňky.
- 1903 - Lev Nikolajevič Tolstoj: Tři starci in Povídky pro lid.
- 1904 - Michail Jevgrafovič Saltykov-Ščedrin: Bajky, spolupřekladatel.
- 1906 - Dmitrij Vasiljevič Grigorovič: Vesnice in Povídky.
- 1908-1909 - Lev Nikolajevič Tolstoj: Vojna a mír, společně s Karlem Frykésem a Annou Teskovou (pod pseudonymem Akim Set).
- 1910 - Vsevolod Michajlovič Garšin. Povídky, společně s Vilémem Mrštíkem a Ladislavem Ryšavým.
- 1912 - Anton Pavlovič Čechov: Ženské království in Povídky o ženách.
- 1917 - Anton Pavlovič Čechov: Zloději, Otec in Step a jiné povídky.
- 1918 - Anton Pavlovič Čechov: Pestré povídky, spolupřekladatel (pod pseudonymem P. Chrudimský).
- 1920 - Anton Pavlovič Čechov: Divadlay, společně s Vincencem Červinkou a Augustinem Aloisem Vrzalem (pod pseudonymem A. G. Stín).
- 1921 - Alexandr Sergejevič Puškin: Kapitánská dcerka.
- 1921 - Ivan Sergejevič Turgeněv: Literární a životní vzpomínky.
- 1925 - Helmold: Vyhubení Slovanů pobaltských: Slovanská kronika bošovského kněze Helmholda, překlad z latiny.
- 1925 - Nikolaj Ivanovič Kostomarov: Ivan IV. Vasiljevič Hrozný.
- 1926 - Píseň o výpravě Igorově, Igora syna Svjatoslavova, vnuka Olegova.
- 1926 - Nikolaj Michajlovič Karamzin: Lžidimitrij.
- 1927 - Boris Alexejevič Jevreinov: Rusko v boji za osvobození balkánských Slovanů roku 1877-1878, společně s Alexandrem Šrutem a Jiřím Treťjakovem.
- 1927 - Nikolaj Ivanovič Kostomarov: Stěnka Razin.

### Vlastní práce
- Josef Papáček, akademický malíř (18??), práce o autorově otci.
- O předslovanské době v Čechách (1892).
- Průvodce po Berouně a okolí (1895).
- O pivovarství v královském městě Berouně (1897).
- Jak hotoviti mapy plastické: spolu několik slov o učení zeměpisu a mapách vůbec (1899).
- Ruský sborník pro mládež dospělejší (1900), uspořádal.
- Keltové a Němci či Slované? (1902), příspěvek k řešení dávného sporu o národní příslušnosti nejstarších obyvatelů historických Čech a Moravy, text autorovy disertační práce, ve které prosazoval názor, že Slované jsou prvním a původním obyvatelstvem ve svých zemích, a kterou odmítl přepracovat, takže nebyla přijata.
- Průvodce k Nástěnné mapě Československé republiky (1921).
- Do světa (1922), knižní vydání autorových cestopisných črt pro mládež.
- O starobylosti slovanské u nás a v římské Germanii vůbec (1923).
- Nikolaj Vasiljevič Gogol (1923), monografie.